# Elwesia nigripalpis
Elwesia nigripalpis là một loài bướm đêm trong họ Noctuidae.